# Postal 3
Postal III es un juego de disparos en tercera persona desarrollado por Trashmasters y Running with Scissors, y publicado por Akella. Es el tercer juego de la serie Postal, siendo la secuela de Postal 2, que cuenta la historia de las aventuras de Postal Dude en una ciudad llamada Catharsis, siguiendo directamente desde el final del segundo juego. Postal III fue lanzado para Microsoft Windows en diciembre de 2011. Se anunciaron ports para OS X, Linux, PlayStation 3 y Xbox 360, pero finalmente se cancelaron.

## Jugabilidad
Postal III cambia la perspectiva, esta vez actuando como un shooter en tercera persona en lugar de en primera persona. El núcleo del juego es más lineal y centrado en la historia en comparación con el mundo abierto de Postal 2, con objetivos basados en misiones que impulsan la trama. Sin embargo, conserva el mismo frenetismo característico de la franquicia. 
Hay dos caminos que el jugador puede seguir dependiendo de las acciones realizadas en el juego, así como hasta dónde llega el medidor de karma del jugador; Si el jugador ataca y mata a personas inocentes de forma desenfrenada, el medidor de karma se verá afectado, cambiando de amarillo a rojo y garantizando que el jugador siga el "mal camino", en el que la trama y las misiones cambian en consecuencia, y que termina con un texto preguntando si el jugador está "decepcionado", diciéndoles en cambio por medio de un simple texto que tomen el "buen camino", lo que se intuye al jugador ver la historia hasta su final verdadero.

## Trama
Postal III incluye actuaciones de una amplia gama de celebridades menores, incluidos Ron Jeremy, Jennifer Walcott y Randy Jones. El juego también contiene personajes que representan a Uwe Boll (director de la película), Sergei Mavrodi, Osama bin Laden y Hugo Chávez.
En Postal III, Postal Dude emigra a la ciudad hermana de Paradise, Catharsis, ya que previamente hizo estallar Paradise con una bomba nuclear. Debido a la crisis económica, Dude llega a la ciudad y se queda varado porque no puede pagar un tanque de gasolina. Luego debe encontrar trabajo y hacer varios trabajos para escapar de la ciudad. 
A lo largo del juego, el jugador puede elegir uno de dos caminos: el "mal camino", que incluye unirse a los planes del alcalde Chomo y el tío Dave, o el "buen camino", que implica que el tipo se une a las fuerzas policiales de Catharsis. El juego se desarrolla de una manera bastante lineal y cinematográfica, aunque las acciones del jugador afectan el resultado de la historia y el juego. Aunque el "buen camino" es más difícil de jugar, ofrece más historia y una campaña más larga.
El juego tiene tres finales, ya que Postal Dude debe escapar de la inminente invasión venezolana con Hugo Chávez a la cabeza.
- Final malo: escapando de Carthasis por la piel de sus dientes y dejando a Chomo, Dave y Bin Laden a merced de Hockey Moms, Postal Dude termina a merced de las fuerzas especiales, que se apresuran a darles la pena de muerte a él y a su perro. Su llegada al cielo falla por completo y Postal Dude es enviado al infierno.
- Final neutral: Postal Dude logra escapar de Carthasis sin recurrir al asesinato ni a hacer justicia rápida y conoce a Jennifer "Jen" Walcott, quien intenta secuestrar su auto, pero termina casándose con él y disfrutando de una luna de miel en Perú. Gana la lotería y tiene un libro superventas que detalla su visión personal de las hazañas en Postal 2. Durante una entrevista en un programa de entrevistas, Champ muerde la ingle del presentador del programa de entrevistas.
- Final bueno: Salvando al mundo de Hugo Chávez, Postal Dude se convirtió en uno de los héroes más populares y controvertidos de la historia de Estados Unidos. Termina convirtiéndose en el presidente de los Estados Unidos con Jen Walcott como su esposa y jefa del Servicio Secreto que termina molestando a ambos lados del espectro político. A medida que se muda a la Casa Blanca, un cierto botón nuclear enciende su psicópata interior.

Independientemente de los finales, las últimas palabras del Postal Dude son "¡No me arrepiento de nada!"

## Recepción
El juego por lo general recibió bastantes críticas negativas por sus fallos de programación ligados a la falta de organización del equipo de desarrollo y su jugabilidad bastante tosca.
Tal fue el fracaso de este juego que en el 2015 la desarrolladora original de Postal, Running with Scissors, creó "Postal 2: Paradise Lost" un DLC para Postal 2 para descanonizar a Postal III y hacer como si este fuera un sueño del protagonista. Por lo tanto, este DLC se considera como el Postal 3 verdadero para los fanáticos y la historia que seguiría en Postal 4.
Como dato curioso, en la página oficial de Running with Scissors, si le das a Postal 3 en Games & Stuff, te manda a un RickRoll.